# 蕪栗沼
蕪栗沼（かぶくりぬま）は、宮城県大崎市（旧田尻町）にある沼である。

## 概要

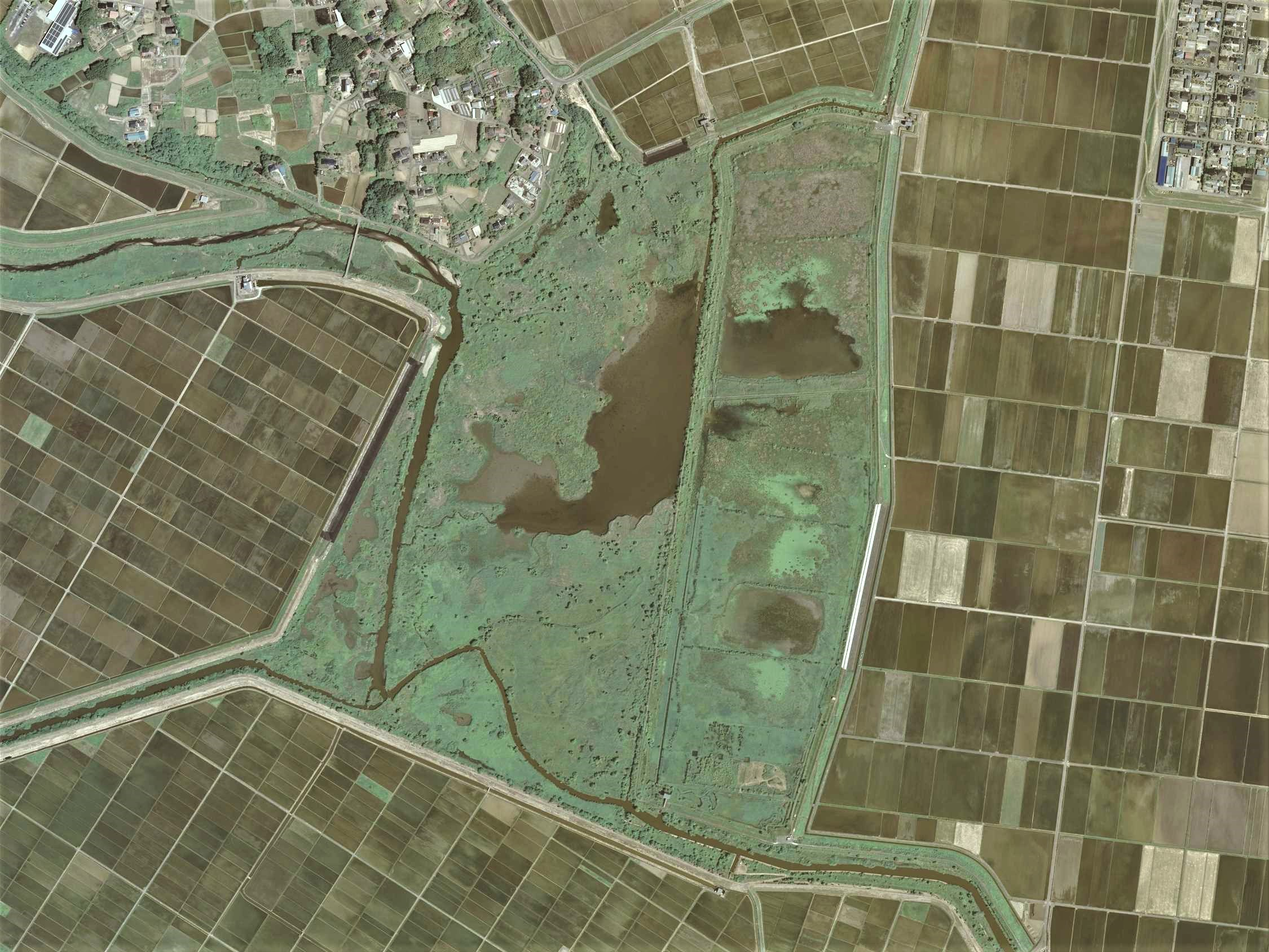
蕪栗沼周辺の空中写真。2016年6月11日撮影。。

蕪栗沼は北上川水系に属する。沼地の大部分はヨシやマコモに覆われていて、水面が現れている部分は少ない。沼の面積は100ヘクタールとも150ヘクタールとも言われている。湖の周囲にヤナギやタコノアシも見られる。
蕪栗沼は冬鳥の越冬地でもある。日本国内で有数のマガンの飛来地の一つであり、早朝の飛び立ちや、夕方のねぐら入りを観察することができる。マガンの他には、オオヒシクイやオオハクチョウ、コハクチョウが飛来する。大崎市のみならず登米市や栗原市の区域を含む周辺の水田地帯と共に、蕪栗沼は集団渡来地としての鳥獣保護区「国指定蕪栗沼・周辺水田鳥獣保護区（特別保護地区）」に指定されている（面積3061ヘクタール、うち特別保護地区423ヘクタール）。また、国際的に重要な湿地を保全するラムサール条約に「蕪栗沼・周辺水田」として登録されている。これは湖沼だけでなく周囲の水田を含めて指定、登録されている珍しい事例である。この蕪栗沼の周辺の水田では冬に、田を耕さずに水を張る冬期湛水「ふゆみずたんぼ」が行われている。これは渡り鳥に広く餌場、休息地を提供するものであると同時に、鳥たちの糞を肥料として稲作を行う、渡り鳥と農業の共生を目指す取り組みでもある。
魚類としてはフナやコイ、マハゼ、ボラが見られる。

## 歴史
江戸時代に著された仙台藩の地誌『封内名跡志』によれば、沼地の周囲にある栗林で美味な栗が採れたので、蕪栗という地名が生まれたという。同じく仙台藩の地誌である『封内風土記』にもこれと似たような記述がある。一方、『安永風土記』と通称される文献史料のうち蕪栗村の御用書出が記すところでは、この地にあった熊野神社の近くの畑で栗のような風味の蕪が採れるので、神名を蕪栗明神として崇める事になり、これがやがて村の名前にもなったという。またこの御用書出には、蕪栗村が蕪栗沼で鳥を捕獲して仙台藩に献上していた事や、沼の出水部に梁場を設置して役150文を上納していた事が記されている。
蕪栗沼は丘陵地に囲まれた遊水地で、この沼に流れ込む複数の河川の作用によって沼の周囲に三角州が形成されていた。これは新田開発に適した地形であり、蕪栗沼では江戸時代から昭和の戦後まで干拓が行われ、沼の周囲は次第に水田へと変化していった。一方で、1997年（平成9年）には蕪栗沼に隣接する白鳥地区50ヘクタールが沼地として復元された。
1999年（平成11年）に田尻町は渡り鳥による食害を補償する条例を制定した。食害を引き起こす渡り鳥は農業の観点からは害鳥とも見られていたが、この頃からマガンなどの渡り鳥と地域の共生を目指す試みが行われるようになった。この後、2005年（平成17年）11月1日に、沼地とその周囲の水田を含めた区域が国によって鳥獣保護区に指定され、同年11月8日にウガンダで開催されていた第9回ラムサール条約締約国会議で登録湿地となった。

## 交通
JR東日本東北本線田尻駅から車で約20分、東北自動車道古川インターチェンジから車で約45分。

## その他
蕪栗カード
クレジットカード会社のライフは、蕪栗沼の保全活動をする特定非営利活動法人蕪栗ぬまっこくらぶへの寄付金を支払う「蕪栗カード」を2007年（平成19年）3月から2008年（平成20年）1月まで発行していた。カード発行時に500円、カードを使用して買い物をすると購入金額の0.3％相当額がライフからぬまっこくらぶへ支払われ、カード所有者が自己負担なしで自然保護活動へ寄与できるシステムだったが、申込者が少なくこのカードの発行は停止された。
小惑星「蕪栗」
1991年（平成3年）1月18日に発見された公転周期3年7箇月の小惑星である。蕪栗沼がある大崎市の大崎生涯学習センターが命名を提案し、2010年（平成22年）5月27日付でこの小惑星に「蕪栗」と名前が付けられた。  
翼の折れたマルティス
蕪栗沼のマガンが題材の童話である。